# Camille Saviola
Camille Saviola (El Bronx, 16 de julio de 1950 – Los Ángeles, 28 de octubre de 2021) fue una actriz y cantante estadounidense. Apareció en numerosas películas, series de televisión, obras y musicales.

## Primeros años
Saviola nació en El Bronx, ciudad de Nueva York, Nueva York, hija de Mary (née d'Esopo) y Michael Saviola. Saviola se graduó en la the High School of Music and Art. Asistió a la universidad durante un año antes de abandonarla para trabajar en la actuación. Camille se convirtió en la cantante principal de un grupo musical llamado Margo Lewis Explosion durante la década de 1970 y firmó un contrato con una discoteca a finales de la década de 1970.

## Carrera
Durante veinticinco años Saviola trabajó en teatro, televisión y películas. Es conocida por sus papeles secundarios como personajes de origen italiano, latino o judío. También interpretó a la líder religiosa bajorana, Kai Opaka, en Star Trek: Deep Space Nine.
Además de su interpretación de Mama Maddelena en la producción original de Broadway de Tommy Tune "Nine", Saviola interpretó a Matrona Mama Morton en una reposición de "Chicago". Recibió una nominación al Premio CableACE como Mejor Actriz de Reparto tras interpretar a Rosa Mercedes en Nightlife (1989).

## Muerte
Murió el 28 de octubre de 2021 a los 71 años.

## Awards
- Back Stage West Garland Awards, 2007 award for her role in Zorba

## Filmografía
| Año       | Título                     | Papel                                                 | Notas                                                                                                |
| --------- | -------------------------- | ----------------------------------------------------- | --- |
| 1984      | Broadway Danny Rose        | Dama en la fiesta                                     | |
| 1985      | The Purple Rose of Cairo   | Olga                                                  | |
| 1985      | Remington Steele           | Shirley Tannenbaum                                    | Episodio: "Steele in the Chips"                                                                      |
| 1986      | Weekend Warriors           | Betty Beep                                            | |
| 1987      | CBS Summer Playhouse       | Belle Meyers                                          | Episodio: "Son of Gunz"                                                                              |
| 1989      | Penn & Teller Get Killed   | Airport Security Guard                                | |
| 1989      | Last Exit to Brooklyn      | Ella                                                  | |
| 1989      | Baby Boom                  | Ofelia                                                | Episodio: "When It Rains"                                                                            |
| 1990      | Nightlife                  | Rosa Mercedes                                         | |
| 1990      | Betsy's Wedding            | Angelica                                              | |
| 1991      | Queens Logic               | Madame Rosa                                           | |
| 1991      | All I Want for Christmas   | Sonya                                                 | |
| 1992      | Shadows and Fog            | Landlady                                              | |
| 1992      | L.A. Law                   | Dr. Bernardi                                          | Episodio: "Christmas Stalking"                                                                       |
| 1992      | The Heights                | Shelley Abramowitz                                    | 6 episodes                                                                                           |
| 1992–1993 | Civil Wars                 | Louise Iannello                                       | Episodio: "Captain Kangaroo Court" Episodio: "Denise and De Nuptials" Episodio: "Mob Psychology"     |
| 1993      | Addams Family Values       | Concetta                                              | |
| 1994      | Friends                    | The Horrible Woman                                    | Episodio: "The One With the East German Laundry Detergent"                                           |
| 1995      | Stuart Saves His Family    | Roz Weinstock                                         | |
| 1995      | Hope & Gloria              | Cookie                                                | Episodio: "Love with an Improper Stranger" Episodio: "Salon, It's Been Good to Know You"             |
| 1995      | The West Side Waltz        |                                                       | Telefilme                                                                                            |
| 1995      | NYPD Blue                  | Evelyn Sekzer                                         | Episodio: Curt                                                                                       |
| 1996      | Mr. Wrong                  | Consuela                                              | |
| 1993–1996 | Star Trek: Deep Space Nine | Kai Opaka                                             | Episodio: "Accession" Episodio: "The Collaborator" Episodio: "Battle Lines" Episodio: "Emissary"     |
| 1996      | Sunset Park                | Barbara                                               | |
| 1997      | Living Single              | Mabel                                                 | Episodio: "He's The One"                                                                             |
| 1998      | L.A. Doctors               | Maureen Hart                                          | Episodio: "Nate Expectations                                                                         |
| 1999      | Becker                     | Mrs. Corigliani                                       | Episodio: "P.C. World"                                                                               |
| 2000      | JAG                        | Janet Vitaglianso                                     | Episodio: "Florida Straits"                                                                          |
| 2001      | Some of My Best Friends    | Connie Zito                                           | Episodio: "Pilot" Episodio: "Scenes from an Italian Party" Episodio: "The Marriage Counselor"        |
| 2002      | First Monday               | Justice Esther Weisenberg                             | 13 episodios                                                                                         |
| 2004      | ER                         | Margaret                                              | Episodio: "Twas the Night"                                                                           |
| 2002–2005 | Judging Amy                | Molly Babitz Atty. Molly Babitz Mr. Powell's Attorney | Episodio: "Getting Out" Episodio: "The Song That Never Ends" Episodio: "Lost and Found"              |
| 2005      | E-Ring                     | Secretary of Colonel McNulty                          | Episodio: "Pilot"                                                                                    |
| 2007      | Lez Be Friends             | Older Ritta                                           | |
| 2007      | Standoff                   | Sofia Marcovich                                       | Episodio: "Severance"                                                                                |
| 2008      | Saving Grace               | Burn unit nurse                                       | Episodio: "Are You an Indian Princess?"                                                              |
| 2008      | Without a Trace            | Camilla Russo                                         | Episodio: "Push Comes to Shove"                                                                      |
| 2006–2009 | Entourage                  | Turtle's Mom                                          | Episode: "One Car, Two Car, Red Car, Blue Car" Episodio: "Return to Queens Blvd" Episodio: "Aquamom" |
| 2009      | Nip/Tuck                   | Agent Sonja Thomas                                    | Episode: "Wesley Clovis"                                                                             |
| 2012      | Silent But Deadly          | Fanny                                                 | |
| 2015      | To Whom It May Concern     | Miss Bloomfield                                       | |
| 2015      | Staten Island Summer       | Mrs. Bandini                                          | |